# Hermann von Gersdorff
Hermann von Gersdorff (Kiesslingswalde, Görlitz mellett, 1809. december 2. – Sedan, 1870. szeptember 13.) porosz tábornok.

## Élete
Wolf Ludwig Christian von Gersdorff (Bautzen, 1765. szept. 25. – Herrnhut, 1832. jan. 25.) és Charlotte Friederike Dorothea Auguste von Wiedebach (1776 – Kieslingswalde, 1826. febr. 14.) fiaként született. 1827-ben lépett a porosz hadseregbe és részt vett az 1842-43-as kaukázusi háborúkban. 1848-ban a Schleswig-holsteini hadsereget szervezte és 1849-ben jelen volt a Schleswig, Hadersleben és Kolding melletti csatában. 1860-ban őrnagy lett, 1864-ben vezérőrnaggyá nevezték ki és 1866-ban Münchengrätz és Königgrätz mellett harcolt. A hadjárat után, 1866. október 30-án parancsnoka lett a 22. hadosztálynak, melynek élén kitűnt Wœrth mellett, Nemsokára a 11. hadtest vezetését vette át, mellyel a sedani csatában (1870. szeptember 1.) Donchéry mellett a Maas folyón átkelt és a francia seregnek északnyugati irányban való visszavonulását meghiúsította. Ezen alkalommal szerzett sebesülésébe halt bele.